# Antiblemma punctivena
Antiblemma punctivena är en fjärilsart som beskrevs av Smith 1900. Antiblemma punctivena ingår i släktet Antiblemma och familjen nattflyn. Inga underarter finns listade i Catalogue of Life.